# Portal da Transparência
O Portal da Transparência do Governo Federal é um site que tem por finalidade veicular dados e informações detalhados sobre a execução orçamentária e financeira da União . As informações existentes no Portal referem-se ao Poder Executivo e à esfera federal. A ferramenta publica, ainda, dados sobre assuntos transversais ou que estejam relacionados à função da maioria desses órgãos.
O site é gerido pela Controladoria-Geral da União (CGU), e chegou a registrar até 4 milhões de acessos mensais, embora geralmente sejam por volta de 1 milhão, constituindo, portanto, uma das principais ferramentas de  acesso à informação e controle social no Brasil. 

## Relevância
O Portal da Transparência foi estabelecido pelo Ministério da Transparência e CGU em 2004 , com o objetivo de ser um mecanismo que disponibilizasse informações à população, através da internet, sobre as despesas públicas . De acordo com o Decreto nº 5.482, de 2005, a veiculação de dados e informações compreende, entre outros, os seguintes procedimentos :
- Gastos efetuados por órgãos e entidades da administração pública federal;
- Repasses de recursos federais aos Estados, Distrito Federal e Municípios;
- Operações de descentralização de recursos orçamentários em favor de pessoas naturais ou de organizações não-governamentais de qualquer natureza; e
- Operações de crédito realizadas por instituições financeiras oficiais de fomento.

O Portal da Transparência é um projeto com amplo reconhecimento na sociedade, que ganhou diversos prêmios nacionais e internacionais, dentre os quais: Prêmio UNODC de Prevenção e Combate à Corrupção, concedido pela II Conferência dos Estados-Partes da Convenção das Nações Unidas contra a Corrupção (UNCAC, na sigla em inglês), como boa prática de governança; II Prêmio Nacional de Desburocratização Eletrônica Sistema FIRJAN/FGV Projetos, como criação na internet de serviços que facilitam o dia a dia e reduzam a burocracia para cidadãos e empresas;  Prêmio e-Gov de 2009 categoria e-Serviços Públicos, como solução de governo eletrônico nas administração pública federal; etc. 
Também foi inspiração para a criação de diversos projetos semelhantes, a nível estadual e municipal, que hoje são recomendados pela CGU em suas orientações aos gestores públicos.  Dessa forma, constituiu marco e exemplo no processo de aumento na transparência ativa, no Brasil.